# Contea di Washington (Wisconsin)
La contea di Washington (in inglese, Washington County) è una contea dello Stato del Wisconsin, negli Stati Uniti. La popolazione al censimento del 2000 era di 117 493 abitanti. Il capoluogo di contea è West Bend.